# Nuka Village
Nuka Village är en ort i Kiribati.   Den ligger i örådet Beru och ögruppen Gilbertöarna, i den sydöstra delen av landet, 400 km sydost om huvudstaden Tarawa. Nuka Village ligger 7 meter över havet och antalet invånare är 348.
Terrängen runt Nuka Village är mycket platt.  Närmaste större samhälle är Tabiang Village, 5,6 km nordväst om Nuka Village. 